# Genie Awards
Genie Awards var frem til 2012 canadisk filmbranches mest prestigefyldte prisuddeling indenfor film og blev uddelt af Academy of Canadian Cinema and Television. I 2012 fusionerede organisationen med en konkurrerende canadisk filmpris; Gemini awards, og dannede Canadian Screen Awards.
Oprindeligt hed Genie Awards Canadian Film Awards og blev uddelt 1949-1979, men i 1980 ændrede man navnet til det nuværende.

## Værter
En række forskellige personer har været værter for showet. Leslie Nielsen var medvært i 1986 og enevært i 1991 og 1992. I 2011 var William Shatner vært.

## Kategorierne
- Genie Award for Best Motion Picture
- Genie Award for Best Performance by an Actor in a Leading Role
- Genie Award for Best Performance by an Actress in a Leading Role
- Genie Award for Best Performance by an Actor in a Supporting Role
- Genie Award for Best Performance by an Actress in a Supporting Role
- Genie Award for Best Achievement in Direction
- Genie Award for Best Original Screenplay
- Genie Award for Best Adapted Screenplay
- Genie Award for Best Achievement in Cinematography
- Genie Award for Best Achievement in Art Direction/Production Design
- Genie Award for Best Achievement in Costume Design
- Genie Award for Best Achievement in Editing
- Genie Award for Best Achievement in Overall Sound
- Genie Award for Best Achievement in Sound Editing
- Genie Award for Best Achievement in Music - Original Song
- Genie Award for Best Achievement in Music - Original Score
- Best Animated Short
- Genie Award for Best Live Action Short Drama
- Genie Award for Best Performance by a Foreign Actor
- Genie Award for Best Performance by a Foreign Actress
- Genie Award for Best Achievement in Film Editing
- Best Music Score
- Genie Award for Best Achievement in Sound
- Genie Award for Outstanding TV Drama Under 30 Minutes
- Genie Award for Outstanding Independent Film
- Genie Award for Outsntaing Performance by an Actor (Non-Feature)
- Genie Award for Outstanding Performance by an Actress (Non-Feature)
- Genie Award for Outstanding Art Direction (Non-Feature)
- Outstanding Cinematography in a Dramatic Film (Non-Feature)
- Genie Award for Outstanding Cinematography in a Documentary (Non-Feature Film)
- Genie Award for Outstanding Editing in a Dramatic Film (Non-Feature)
- Genie Award for Outstanding Original Music Score (Non-Feature Film)
- Genie Award for Outstanding Non-Dramatic Script
- Genie Award for Outstanding Screenplay
- Genie Award for Outstanding Sound in a Non-Feature Film
- Genie Award for Outstanding Documentary - 30 Minutes and Under
- Genie Award for Outstanding Documentary - 30 Minutes and Over
- Genie Award for Outstanding Animation
- Genie Award for Outstanding Theatrical Short
- Genie Award for Best Theatrical Documentary
- Genie Award for Best Screenplay Adapted From Another Medium
- Genie Award for Best Feature Length Documentary
- Genie Award for Best Short Documentary
- Genie Award for Best Short Film
- Genie Award for Best Documentary
- Golden Reel Award